# ジャン・ハロルド・ブルンヴァン

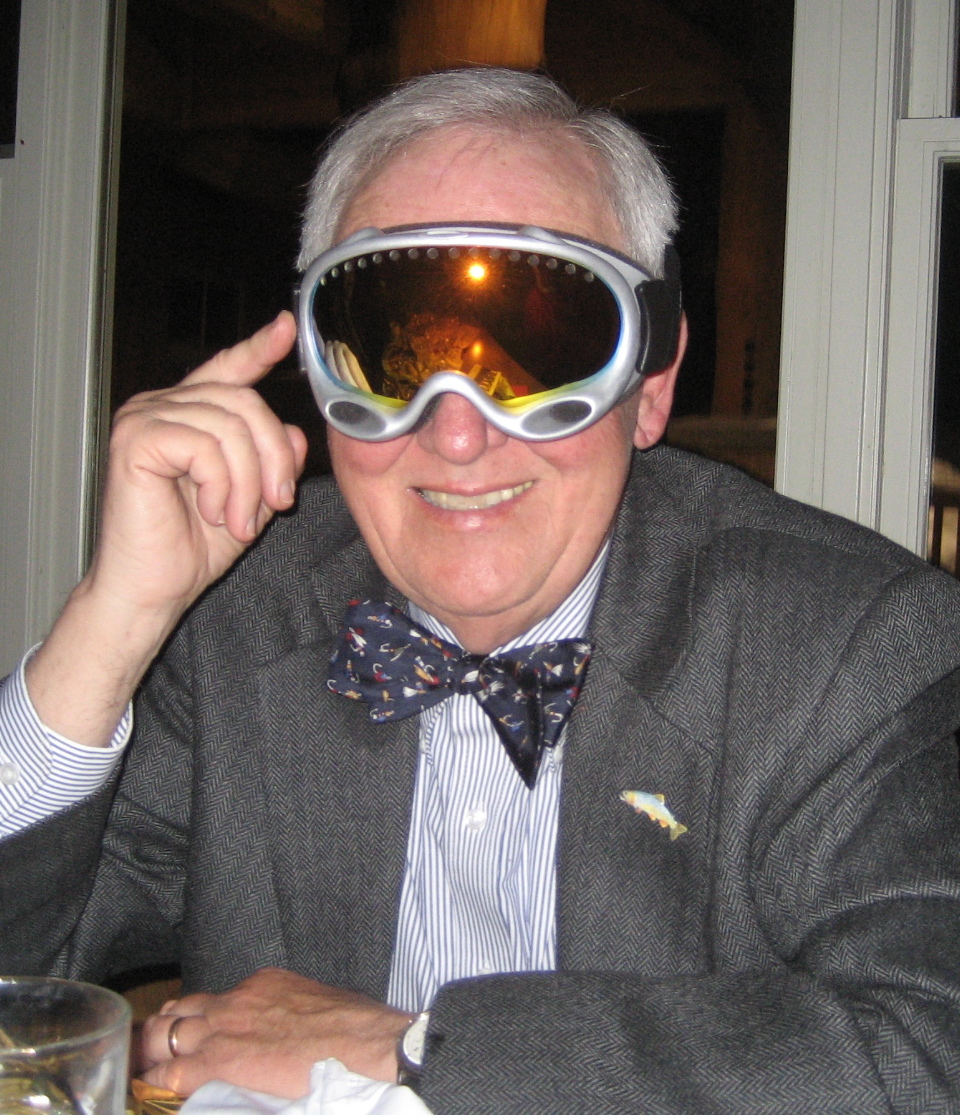
75歳の誕生日パーティーでプレゼントされたスキーのゴーグルを着けるジャン・ハロルド・ブルンヴァン

ジャン・ハロルド・ブルンヴァン（Jan Harold Brunvand, 1933年3月23日 - ）は、都市伝説の概念を広げたことで知られる民俗学者、ユタ大学名誉教授。

## 来歴
アメリカ合衆国ミシガン州キャディラック出身。1961年にインディアナ大学から民俗学で博士号を受けた。1966年にユタ大学へ移る前にはいくつかの大学で教鞭をとった。1996年に大学を退職。
かつて、民話は太古や田舎の文化に関連付けられていたが、ブルンヴァンのブレークスルーは伝統的な民話の学術研究で培われた概念を取り去り、それらを現代社会で出回る物語に適用することだった。
ブルンヴァンは、1981年の『消えるヒッチハイカー』を初めとして、都市伝説に関する書籍を数冊著している。この著作はアメリカ合衆国で都市伝説に対する衆目を集めた。その後、『ドーベルマンに何があったの？』（1984年）、『メキシコから来たペット』（1988年）、『くそっ！なんてこった』（1990年）、『赤ちゃん列車が行く』（1993年）などを著した。

## 翻訳された著書
- 消えるヒッチハイカー : 都市の想像力のアメリカ ジャン・ハロルド・ブルンヴァン 著,大月隆寛・菅谷裕子・重信幸彦訳 新宿書房 1988
- チョーキング・ドーベルマン : アメリカの「新しい」都市伝説 ジャン・ハロルド・ブルンヴァン 著,行方均 訳 新宿書房 1990
- メキシコから来たペット : アメリカの「都市伝説」コレクション ジャン・ハロルド・ブルンヴァン 著,行方均, 松本昇 訳 新宿書房 1991
- くそっ!なんてこった : 「エイズの世界へようこそ」はアメリカから来た都市伝説 ジャン・ハロルド・ブルンヴァン 著,行方均 訳 新宿書房 1992
- 消えるヒッチハイカー : 都市の想像力のアメリカ ジャン・ハロルド・ブルンヴァン 著,大月隆寛 [ほか]訳 新宿書房 1997 (ブルンヴァンの「都市伝説」コレクション ; 1)
- ドーベルマンに何があったの? : アメリカの「新しい」都市伝説 ジャン・ハロルド・ブルンヴァン 著,行方均 訳 新宿書房 1997 (ブルンヴァンの「都市伝説」コレクション ; 2)
- 赤ちゃん列車が行く : 最新モードの都市伝説 ジャン・ハロルド・ブルンヴァン 著,行方均 訳 新宿書房 1997